# Rio di Ca' Garzoni
Le Rio di Ca' Garzoni est un canal de Venise situé dans le quartier de San Marco et, en venant du Grand Canal, il devient le Rio di Sant'Angelo après quelques boucles, au croisement avec le Rio di Ca' Corner.